# Țvitkove, Voznesensk
Țvitkove (în ucraineană Цвіткове) este un sat în comuna Manne din raionul Voznesensk, regiunea Mîkolaiiv, Ucraina.